# Swatch Group
The Swatch Group — швейцарская компания, крупнейший в мире производитель часов (около 25 % мировых продаж). Кроме часов выпускает ювелирные изделия (бренд Dress Your Body) и электронику.

## История
В 1930 году компании Omega и Tissot объединились в группу под названием Société suisse pour l’industrie horlogère (SSIH). В скором времени к SSIH присоединилась Lemania Watch Co & A. Lugrin, которая специализировалась на изготовлении т. н. complications, узлов, отличных от главного часового механизма (лунные фазы, время восхода и захода солнца, дата и т. п.). По добровольному соглашению Tissot сосредоточилась на «montres civiles», Omega — на «gamme de luxe».
Ответом на появление SSIH стало объединение 1931 году под эгидой Longines и Rado в группу Allgemeine Schweizerische Uhrenindustrie AG (ASUAG). Позже в эту группу вошёл ряд производителей часовых механизмов из немецкоязычных кантонов Швейцарии.
В 1970-х годах швейцарские производители часов начали быстро терять позиции на мировом рынке в пользу производителей кварцевых и электронных часов из Азии, в первую очередь Японии и Гонконга. Из 1600 швейцарских производителей часов в начале десятилетия до конца 1970-х годов осталось менее половины. Как SSIH, так и ASUAG несли убытки и были на гране банкротства. В 1982 году кредиторы этих двух групп наняли Николаса Хайека оценить перспективы часовой промышленности Швейцарии. Основными рекомендациями Хайека были объединить двух конкурентов в одну группу ASUAG/SSIH и начать выпуск недорогих часов (менее 50 долларов). Кредиторы поддержали идею слияния, после чего продали объединённую группу Хайеку за 151 млн швейцарских франков.
1983 году SSIH и ASUAG слились в ASUAG/SSIH, а в 1984 году группа была переименована в Société de Microelectronique & d’Horlogerie (SMH «Общество микроэлектроники и часового дела»). Генеральным директором SMH был назначен Эрнст Томке (англ. Ernst Thomke), известный разработкой самого тонкого часового механизма Delirium (менее 1 мм) во время работы в ETA. Под руководством Хайека и Томке был запущен новый бренд часов — Swatch; удешевление производства за счёт автоматизации в сочетании с броским дизайном и активной рекламной кампанией позволили бренду быстро завоевать популярность. К 1986 году SMH начала приносить прибыль, а выручка превысила 1 млрд швейцарских франков. В 1987 году был запущен бренд детских часов Flik Flak. Не все начинания компании были успешными — попытка развить свою линию одежды и аксессуаров окончилась неудачей.
В 1991 году был куплен производитель часов класса «люкс» Blancpain. В 1994 году Swatch Group вместе с компанией Daimler-Chrysler создали совместное предприятие по разработке и выпуску микроавтомобиля Smart. Само название марки расшифровывается как «Swatch Mercedes ART». Производство автомобилей началось в 1998 году. Однако в дальнейшем из-за разногласий с партнёрами Swatch вышла из проекта.
В 1998 году SMH сменила название на Swatch Group. Также в этом году компания начала развивать свою торговую сеть и попыталась выйти на рынок мобильных телефонов. К этому времени компания занимала четверть мирового рынка часов, её выручка превышала 3 млрд шв. франков. В 1999 году был куплен производитель часов Breguet, а в 2000 году — Glashütte Original.
В начале декабря 2007 года было объявлено о создании стратегического альянса между Swatch Group и американским производителем предметов роскоши Tiffany & Co. В соответствии с соглашением, заключённым сроком на 20 лет, совместная компания двух сторон получит право на производство часов под маркой Tiffany. В 2013 году был куплен американский производитель часов и ювелирных изделий Harry Winston; ему также принадлежали доли в двух канадских алмазных шахтах.
В 2015 году Swatch Group представили умные часы Swatch Touch Zero One.

## Собственники и руководство
Основной акционер компании — семья Хайек, которой через различные фонды и холдинги принадлежит 43,3 % акций.
- Найла Хайек (Nayla Hayek, род. 1 января 1951 года) — председатель совета директоров с июня 2010 года, член совета директоров с 1995 года; дочь Николаса Хайека.
- Ник Хайек (Nick Hayek, род. 23 октября 1954 года) — генеральный директор с 2003 года, член совета директоров с 2010 года, в компании с 1992 года; сын Николаса Хайека.

## Деятельность
Выручка за 2022 год составила 7,5 млрд швейцарских франков, её распределение по регионам: Европа — 27 %, Азия — 56 %, Америка — 15 %, Австралия и Океания — 1 %; крупнейшим рынком является Китай (32 % выручки).
Swatch Group состоит из 2 подразделений: часы и ювелирные изделия (95 % выручки) и электронные системы (5 % выручки).
В списке крупнейших публичных компаний мира Forbes Global 2000 за 2023 год Swatch Group заняла 1200-е место.
Swatch Group выпускает часы под марками Breguet, Harry Winston, Blancpain, Glashütte Original, Jaquet Droz, Léon Hatot, Omega (т. н. «престиж и люкс диапазон»), Rado, Longines, UNION Glashütte (т. н. «высокий диапазон»), Tissot, Certina, Balmain, Calvin Klein Watches & Jewelry, Hamilton, Mido («средний диапазон»), Flik Flak и Swatch («начальный диапазон»).
Также в Swatch Group входят производители механизмов и деталей:
- ETA, старейшая компания (учреждена в 1793 году), швейцарский производитель базовых часовых механизмов, является основным поставщиком механизмов для механических и кварцевых часов других швейцарских и европейских производителей (TAG Heuer, Eterna, Oris, Panerai)
- Lémania.
- Frédéric Piguet (Фредери́к Пиге́) специализируется на производстве механических механизмов для престижных часовых компаний[10]. Компания была основана в 1858 году Луи-Элисом Пиге, в 1992 году присоединилась к The Swatch Group.
- Valdar (микромеханические часовые узлы).
- Comadur (рубиновые оси и сапфировые стекла).
- Nivarox (маятники, пружины и прочие подвижные часовые узлы).
- Meco (заводные головки).
- Universo специализируется на выпуске стрелок для часов. Компания образовалась в 1909 году путём слияния порядка 15 небольших фабрик. В 2000 году Universo была приобретена компанией Swatch Group[11].
- Rubattel & Weyermann (циферблаты).
- Lascor (футляры и браслеты).
- Favre & Perret специализируется на выпуске корпусов для часов престижного класса. Компания была основана в 1865 году. В 1999 году фабрика была куплена компанией Swatch Group, что позволило в 2001 году расширить производственные мощности и оснастить предприятие современным оборудованием.
- Georges Ruedin (футляры).
- EM Microelectronic-Marin (микросхемы).
- Oscilloquartz SA (кварцевые генераторы).
- Micro Crystal (микрогенераторы)
- Renata (миниатюрные батарейки).
- Lasag (лазерное промышленное оборудование).
- Swiss Timing Ltd. (оборудование для спортивного хронометрирования).

## Спонсорство
Дочерняя компания Swiss Timing осуществляет хронометрирование различных спортивных мероприятий, включая олимпийские игры, велогонки, чемпионаты по лёгкой атлетике и плаванию, скачки. При этом используются бренды Omega, Tissot, Longines.